# Josef Hrdlička
Josef Hrdlička (* 19. ledna 1942 Velké Opatovice) je český katolický duchovní, básník, překladatel a hudební textař, titulární biskup thunudrumský a v letech 1990–2017 pomocný biskup olomoucký.
Dne 19. ledna 2017 dosáhl 75 let a v souladu s kanonickým právem podal rezignaci na svůj úřad, kterou papež František přijal k 1. únoru 2017. Od tohoto data je emeritním pomocným biskupem olomouckým.
V letech 1990–2017 byl děkanem olomoucké metropolitní kapituly.
Jeho biskupským heslem je Vos dixi amicos („Nazval jsem vás přáteli“).

## Život
Po vystudování gymnázia v Jevíčku pracoval jako pomocný dělník (Moravské šamotové a lupkové závody) ve Velkých Opatovicích, jelikož kvůli svému náboženskému přesvědčení nemohl nastoupit na vysokou školu. Teprve roku 1967 se dostal na Cyrilometodějskou bohosloveckou fakultu v Litoměřicích.
Na kněze byl vysvěcen roku 1972 a následující roky působil např. v Ostravě, Hoštejně, či Hynčině na Šumpersku. Dne 7. dubna 1990 přijal biskupské svěcení. Výsledkem jeho spolupráce s hudebním skladatelem Zdeňkem Pololáníkem je několik mešních písní z roku 1986, na nichž se Hrdlička podílel jako textař.
V dubnu 2025, krátce po tom, co oslavil 35 let od svého biskupského svěcení, prodělal infarkt a byl převezen do Fakultní nemocnice v Olomouci, kde byl hospitalizován na jednotce intenzivní péče. Jeho stav byl vážný. Arcibiskup olomoucký Josef Nuzík vyzval věřící, aby se za něj modlili.

## Dílo

### Vlastní knihy
- Stručná homiletika (Matice cyrilometodějská 1991, ISBN 80-7266-094-2)
- Strmou cestou (Karmelitánské nakladatelství 1997, ISBN 80-7192-207-2) – biblické podněty k rozjímání při cestách přírodou
- Novéna k služebníku božímu P. Antonínu Šuránkovi (Karmelitánské nakladatelství 2001, ISBN 80-7192-648-5)
- Pane, Ty máš slova věčného života (Matice cyrilometodějská 2002, ISBN 80-7266-094-2) – krátké homilie pro feriální dny v mezidobí
- Pane, ty víš všechno (Matice cyrilometodějská 2004, ISBN 80-7266-166-3) – náměty pro krátké homilie ve všední dny v době postní a velikonoční
- Probuď se, citero a harfo (Karmelitánské nakladatelství 2006, ISBN 80-7195-087-4) – úvahy a meditace nad žalmy
- Silná jako smrt je láska (Karmelitánské nakladatelství 2008, ISBN 978-80-7195-295-4)

### Překlady a výbory poesie
- Denní modlitba církve: hymny a básnické modlitby (Zvon 1993, ISBN 80-7113-072-9) – výběr hymnů a básnických modliteb přeložených z různých jazyků
- Démant a slza (Karmelitánské nakladatelství, 1. vydání 1999, ISBN 80-7192-343-5; 2. vydání 2007, ISBN 80-7266-186-8) – výběr a překlad anglické duchovní poesie, podle časopisu Te Deum jde o jeden z nejpozoruhodnějších překladů posledních let[5]
- Svíce uvnitř (Refugium Velehrad-Roma 2002, ISBN 80-86045-79-X) – výbor z básní Gerarda Manleyho Hopkinse
- Celá krásná (Matice cyrilometodějská 2004, ISBN 80-7266-186-8) – antologie evropské mariánské poesie
- Souzvuk barev (Matice cyrilometodějská 2004, ISBN 80-7266-190-6) – výbor a překlad básní G. K. Chestertona
- Hořící dítě a jiné básně (Refugium Velehrad-Roma 2008, ISBN 978-80-7412-010-7) – výbor a překlad z díla Roberta Southwella
- Život Mariin (Karmelitánské nakladatelství 2009, ISBN 978-80-7195-309-8) – překlad básnické sbírky R. M. Rilkeho, spolupřekládal Vratislav Slezák
- Jsem výšleh z ohně k ohni (Refugium Velehrad-Roma 2016, ISBN 978-80-7412-229-3 – rozšířený výbor z básní Gerarda Manleyho Hopkinse

## Ocenění
V květnu 2018 obdržel Cenu města Olomouce za rok 2017 „za kulturní a duchovní povznesení společenského a církevního života ve městě“.